# To Be Continued (album)
Pour les articles homonymes, voir To Be Continued.
Albums de Isaac Hayes
The Isaac Hayes Movement
(1970) Shaft
(1971)
...To Be Continued est un album d'Isaac Hayes sorti en 1970.

## Titres

### Face 1
1. Monologue: Ike's Rap I (Isaac Hayes) – 3:59
2. Our Day Will Come (Bob Hilliard, Mort Garson) – 5:27
3. The Look of Love (Burt Bacharach, Hal David) – 11:13

### Face 2
1. Medley: Ike's Mood I / You've Lost That Lovin' Feelin' (Hayes / Barry Mann, Cynthia Weil, Phil Spector) – 15:33
2. Runnin' Out of Fools (Kay Rogers, Richard Ahlert) – 5:52

## Musiciens
- Isaac Hayes : chant, piano, vibraphone, piano électrique, bongos et timpani, production et arrangements
- The Bar-Kays : instruments
  - James Alexander : basse
  - Cliff Acred : basse
  - Ben Cauley : trompette
  - Michael Toles : guitare
  - Ronnie Gordon : claviers
  - Harvey Henderson : saxophone
  - Roy Cunningham : batterie
- The Memphis Horns et l'orchestre philharmonique de Memphis